# Víctor Schmid
Víctor Schmid (Saint-Gallen, Suiza, 11 de agosto de 1909 - Bogotá, Colombia, 11 de diciembre de 1984) fue un arquitecto suizo, reconocido en Colombia por su contribución al desarrollo del "estilo suizo" en la arquitectura del país a mediados del siglo XX.

## Reseña biográfica
Víctor Schmid nació en la ciudad suiza de Saint-Gallen a principios del siglo XX. De pequeño mostró su interés por las artes, en particular por la música, que practicaba tocando violín. Una leyenda cuenta que al final de la Primera Guerra Mundial, en 1918, Schmid contrajo tifus, y fue declarado muerto. Sin embargo, cuando el joven de 9 años resucitó, afirmaba que no reconocía nada en el mundo y que todo era nuevo para él. Abandonó el violín y sus gustos cambiaron radicalmente.
Años más tarde realizó un curso de forja y ebanistería en Suiza, antes de trasladarse a Colonia para estudiar arquitectura en el Kölner Werkschulen. En ese entonces, en Alemania se estaba dando el apogeo de la Escuela de la Bauhaus. A pesar de esto, Schmid recibió una educación muy diferente en Colonia, centrada en la recuperación de las formas y técnicas constructivas tradicionales, aplicadas a un estilo moderno. Sin embargo, Schmid adoptó un estilo muy propio, inspirado en los detalles de la arquitectura de las llanuras del Rio Po, que aplicó en sus primeros proyectos. 
En 1939, ante la inminencia de la Segunda Guerra Mundial, Schmid, acompañado de su esposa Lydia Gossenreiter, escapó de Europa y partió hacia Brasil, donde residía una tía suya. Sin embargo, la pareja se vio obligada a desembarcar en el puerto de Buenaventura en abril de ese año. Se trasladaron a Bogotá por mediación del embajador de Suiza, quien lo conectó con un maestro de obra llamado Sigfried Gitterle, que Schmid conocía desde su infancia. Gracias a su ayuda, y algunas conexiones que creó con la colonia alemana de la capital, pudo hacer sus primeras obras de arquitectura en el país suramericano.  En su trayecto hacia la capital, Schmid pudo apreciar la arquitectura vernácula de tapia pisada, material utilizado también en Europa, por lo cual sintió que podría implementar su estilo con cierta facilidad. 
En la década de 1940, Schmid diseñó y construyó un gran  número de viviendas en barrios como Quinta Camacho, El Retiro y Rosales, al igual que fincas campestres en poblaciones de la Sabana de Bogotá como Tenjo, Sopó, Guasca y Subachoque. También fue autor de remodelaciones en algunos edificios del centro de Bogotá, en particular después de que los disturbios del Bogotazo los afectaran. Sin embargo, en los años 50, la influencia de Le Corbusier en la arquitectura del país provocó el rechazo hacia estilos que diferían del estilo moderno. En efecto, por aquella época, arquitectos como Patricio  Samper se referían peyorativamente a la obra de Schmid, diciendo que "sólo sabía hacer ranchitos". Por esto, y para demostrar sus habilidades como arquitecto, diseñó una casa para el artista Sergio Trujillo Magnenat siguiendo los principios corbusierianos de la arquitectura moderna.
Por motivos de salud, Schmid regresó a su país natal en 1959. Allí construyó varias casas en la ciudad de Zúrich, donde refinó su estilo antes de regresar a Colombia al año siguiente. En la primera mitad de los años 60, desarrolló múltiples proyectos en barrios como Santa Ana, La Conejera y El Chicó. Sin embargo, dada la ola de violencia que se vivía en el país en aquel entonces, partió para California en 1965, antes de regresar una vez más a Suiza. En 1970 fue llamado por el gobernador de Cundinamarca, Alfonso Dávila Ortiz, quien lo contrató para construir escuelas en las afueras de la capital.
En sus últimos años trabajó en conjunto con muchos arquitectos reconocidos de la época como Carlos Dupuy y Bruno Violi. Schmid falleció el 11 de diciembre de 1984 en el Hospital San Ignacio de Bogotá, luego de sufrir tres ataques cardiacos.

## Obras destacadas

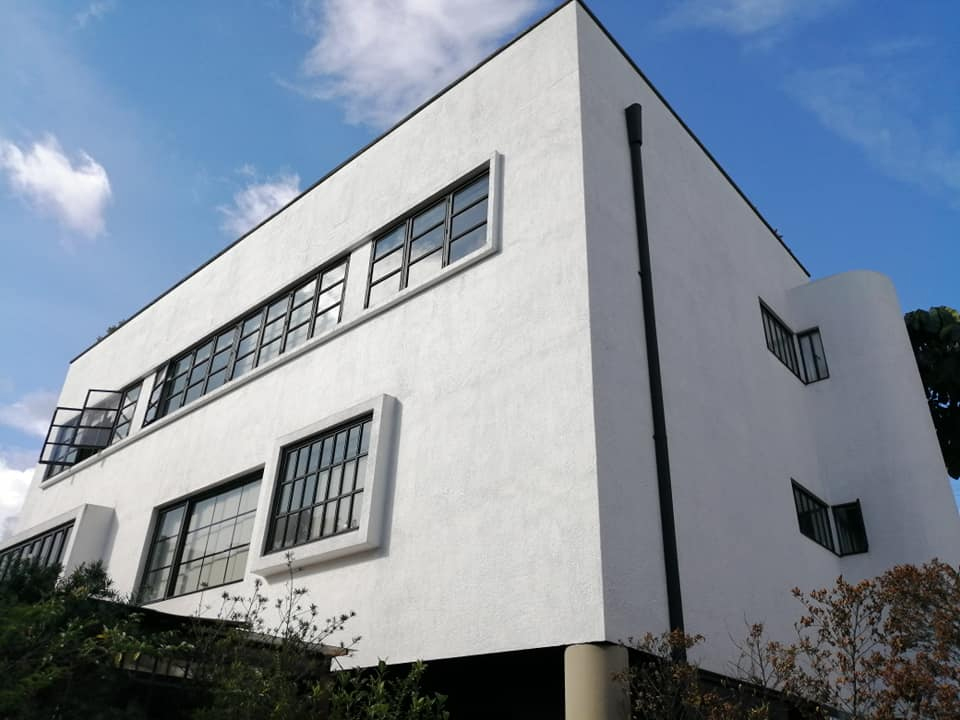
Casa Sergio Trujillo, diseñada en un estilo moderno según los principios de la arquitectura de Le Corbusier.

El llamado "Estilo suizo" de Víctor Schmid fue muy popular a mediados de siglo en varias ciudades de Colombia. Éste fue apropiado por múltiples arquitectos de menor fama, quienes diseñaban viviendas copiando la materialidad, la paleta de colores, los ornamentos y las formas de la arquitectura de Schmid. 
Sus diseños se caracterizan por tener gruesos muros de tapia pisada, robustos pilares de piedra muñeca, viguetas de madera a la vista, techos de teja árabe a múltiples aguas, pisos de losas cerámicas y una inmensa atención al detalle, pues diseñaba también con gran cuidado las lámparas, postigos, mesas y sillas para los espacios interiores.
Como también era constructor de sus obras y le daba tanta atención a los detalles y carpintería, hizo su propio taller donde empezó a diseñar productos que no corresponden tanto al estilo artesanal de su país como a su propia creatividad. Su influencia en el diseño y la industria del mueble colombiana fue abrumadora hasta hoy.

Por su voluntario y temporal exilio, vendió su casa y taller a su coterráneo Striegell quien fabricó sus modelos hasta 2017, tras la muerte de su nuevo propietario su taller cerró. Actualmente su Hijo Urs, dirije la casa museo " Victor Schmid" donde, además del taller donde hace réplicas bajo encargo de las obras de su padre, mantiene un acervo que incluye los planos originales de sus productos.

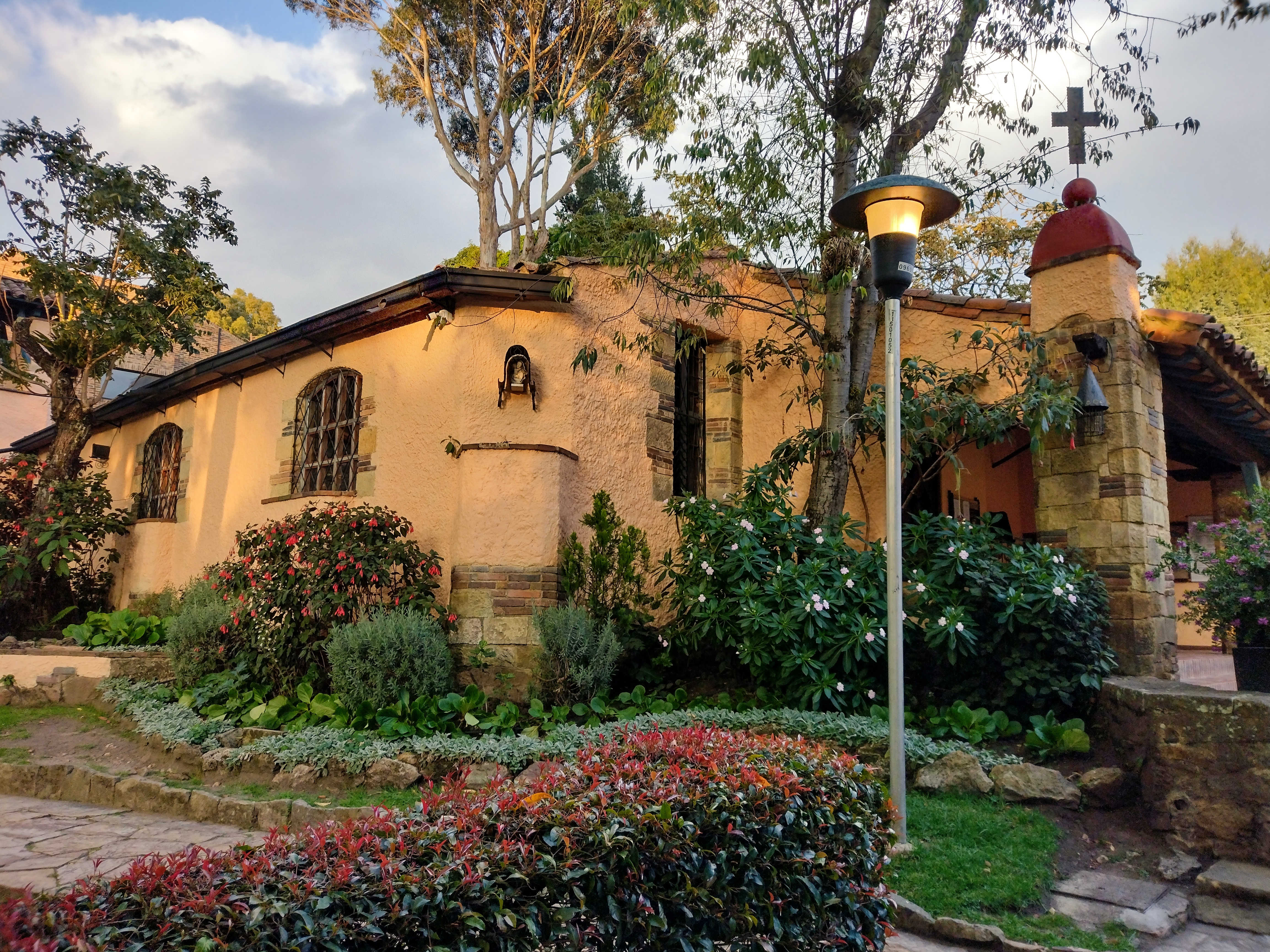
Parroquia de Santa Bibiana.

Se preocupaba mucho por la "dinámica de crecimiento del organismo arquitectónico", que lo llevaron a crear dos temáticas recurrentes en su obra: el "Pueblo" y el "Rancho que crece". La primera se refiere a la idea de un conjunto de casas que se expande de  manera orgánica a partir de un núcleo, denominado plaza. Algunos proyectos como el pueblito Suinza en la región de Tibitó, fueron desarrollados bajo este precepto. La segunda se refiere a las viviendas que se desarrollan progresivamente, dando lugar a formas orgánicas con volúmenes dispares.
Algunas obras destacadas de Schmid son: 
- Rancho Hans Klotz en Tunjuelito (1940)
- Casa Walter Rothslisberger (Calle 85 #10-91 de Bogotá) (1941)
- Cuatro casas Mehierhausen (Calle 69a #10-15, 23, 28 y 38 de Bogotá) (1941)
- Casa Sergio Trujillo (Calle 58 #3a-44 de Bogotá) (1946)
- Colegio Helvetia (Calle 128 #71a-91 de Bogotá) (1952)
- Casa Miguel Jencso (Actual sede del Consulado de Islandia, Carrera 10 #92-56 de Bogotá) (1953)
- Capilla Santa Bibiana (Carrera 1e #109-62 de Bogotá) (1957)
- Casa Jaime Correal (Carrera 14 #94-11 de Bogotá) (1962)